# Memoria Vetusta II: Dialogue with the Stars
Memoria Vetusta II: Dialogue with the Stars è il settimo album in studio del gruppo musicale Blut Aus Nord, pubblicato il 2009 dalla Candlelight Records. 

## Tracce
1. Acceptance (Aske)
2. Disciple’s Libration (Lost in the Nine Worlds)
3. The Cosmic Echoes of Non-Matter (Immaterial Voices of the Fathers)
4. Translucent Body of Air (Sutta Anapanasati)
5. The Formless Sphere (Beyond the Reason)
6. The Meditant (Dialogue With the Stars)
7. The Alcove of Angels (Vipassana)
8. Antithesis of the Flesh (...And Then Arises a New Essence)
9. Elevation (the Dawn of the Gods)

## Formazione
- Vindsval - voce, chitarra
- W.D. Feld - batteria, tastiera
- GhÖst - basso